# Anișoara Cușmir-Stanciu
Anișoara Cușmir, później Anișoara Stanciu (ur. 29 czerwca 1962 w Braile) – rumuńska lekkoatletka, skoczkini w dal, mistrzyni olimpijska i była rekordzistka świata.
Tego samego dnia, 1 sierpnia 1982, dwie młode rumuńskie skoczkinie w dal, Anișoara Cușmir i Vali Ionescu, pobiły rekord świata, który dotychczas wynosił 7,09 m i należał do reprezentantki ZSRR Vilmy Bardauskienė. Najpierw Cușmir skoczyła na rekordową odległość 7,15 m, później Ionescu oddała skok o długości 7,20 m. Obie Rumunki były zatem faworytkami rozgrywanych we wrześniu tego samego roku mistrzostw Europy. Pierwsze miejsce zajęła tam Ionescu wynikiem 6,79 m, a Cușmir była druga z wynikiem 6,73 m. Trzecie miejsce zajęła reprezentantka ZSRR Jelena Iwanowa, również z wynikiem 6,73 m. Czwarte miejsce zajęła Niemka Heike Daute, znana później pod nazwiskiem Heike Drechsler.
15 maja 1983 Cușmir poprawiła rekord świata Ionescu o 1 cm, a trzy tygodnie później 4 czerwca 1983 poprawiała go jeszcze dwa razy: na 7,27 m i 7,43 m. Dwa lata później rekord Rumunki poprawiła Drechsler, ale rekordowy wynik Cușmir daje jej wysokie czwarte miejsce wśród najlepszych zawodniczek wszech czasów w skoku w dal, Cuşmir jest również aktualną rekordzistką Rumunii w tej konkurencji. Podczas pierwszych mistrzostw świata w lekkoatletyce, rozgrywanych w 1983, aż cztery zawodniczki pokonały w finale granicę 7 m. Cușmir z wynikiem 7,15 m zajęła jednak drugie miejsce za Niemką Daute (Drechsler) z wynikiem 7,27 m. 
Na igrzyskach olimpijskich w Los Angeles w 1984 Cușmir-Stanciu zdobyła złoty medal olimpijski wynikiem 6,96 m. Nieobecna była jednak jej największa rywalka Drechsler, gdyż reprezentacja NRD, podobnie jak wielu innych krajów komunistycznych z wyjątkiem Rumunii, zbojkotowała Igrzyska w Stanach Zjednoczonych. Drugie miejsce zajęła druga z Rumunek Ionescu z odległościa 6,81 m, a trzecie Brytyjka Sue Hearnshaw.
Po zawodach olimpijskich Cușmir-Stanciu wycofała się z czynnego uprawiania sportu.